# 神崎茂治
神崎 茂治(かんざき しげはる、1947年-)は、日本の企業家。前株式会社ノーリツ代表取締役社長。現在、リビングアメニティ協会副会長。
　一般社団法人ベターライフリフォーム協会長。住宅インフィル・リフォーム懇談会座長。千葉県出身。

## 経歴
- 1965年(昭和40年)、千葉県立佐倉高等学校卒業。
- 1969年(昭和44年)、中央大学法学部卒業。ノーリツ入社。
- 1997年、常務就任。
- 1999年、専務就任。
- 2004年7月1日、代表取締役就任[3]。
- 2009年9月、代表取締役退任

## 関連出版物
- 『新社長 神崎茂治(ノーリツ) 過程を重視する実践主義者』週刊ダイヤモンド・ダイヤモンド社[編] (2004年)[3]